# Siegfried Voigt
Siegfried Voigt, nemški rokometaš, * 3. oktober 1950, Schneeberg, Saška.
Leta 1972 je na poletnih olimpijskih igrah v Münchnu v sestavi vzhodnonemške rokometne reprezentance osvojil četrto mesto.